# جوني إيفانز
جوني إيفانز (بالإنجليزية: Jonny Evans)‏ (2 يناير 1988 -)، لاعب كرة قدم أيرلندي شمالي يلعب مع نادي مانشستر يونايتد بمركز قلب الدفاع
حصل مع فريقة على عدة ألقاب للدوري الإنجليزي الممتاز وكأس العالم للأندية عام 2009، وكأس رابطة المحترفين الإنجليزية عام 2009.

## سيرة اللاعب
مانشستر يونايتد
لعب ايفانز لمانشستر يونايتد لأول مرة يوم 26 سبتمبر 2007 مقابل كوفنتري سيتي في كأس رابطة اندية المحترفين لكرة القدم. للأسف، انتهت أول مباراة له بالهزيمة 2-0. ثم ظهر كبديل عن جيرارد بيكي في مباراة دوري أبطال أوروبا أمام دينامو كييف في 7 نوفمبر 2007 لضمان التأهل مانشستر يونايتد إلى مرحلة خروج المغلوب من المسابقة. لعب في وقت لاحق مبارته الأولى كأساسي في دوري ابطال أوروبا يوم 12 ديسمبر 2007 ضد روما.
لعب ايفانز في الدوري لأول مرة لمانشستر يونايتد ضد تشيلسي في 21 سبتمبر 2008، مكان نيمانيا فيديتش الذي كان غير متوفر بسبب الإيقاف في المباراة انتهت بالتعادل 1-1.
في ديسمبر 2008، لعب ايفانز في مباراتين كبديل في كأس العالم للأندية FIFA، بما في ذلك المباراة النهائية بعد طرد نيمانيا فيديتش بعد فترة وجيزة من نهاية الشوط الأول. واصل ايفانز اللعب بقية الموسم، وظهر في عدد من مباريات الدوري ونهائي كأس رابطة الاندية.
في بداية موسم كرة القدم 2010-11، أصبح إيفانز لاعبا اساسيا في مانشستر يونايتد، وقام بشراكة نيمانيا فيديتش في مركز قلب الدفاع في غياب ريو فرديناند المصاب.
المسيرة الدولية
على الرغم من عدم لعبه مع الفريق الأول لمانشستر يونايتد في ذلك الوقت، كان ايفانز من الاعبين الذين تم استدعاؤهم لمنتخب أيرلندا الشمالية للمرة الأولى في سبتمبر 2006، وكان أول ظهور له فيالفوز الذي لا ينسى على إسبانيا. ايفانز احتفظ بعدها بمكانه في تشكيلة الفريق.